# Kościół Najświętszej Maryi Panny z La Salette w Poznaniu
Kościół Najświętszej Maryi Panny z La Salette w Poznaniu – rzymskokatolicki kościół parafialny, zlokalizowany w Poznaniu przy ul. Ścinawskiej róg Kurcewiczówny, na Junikowie. Parafia prowadzona przez Misjonarzy Świętej Rodziny.

## Historia
Parafię powołano w 2001, poprzez wydzielenie z parafii św. Andrzeja Boboli. 19 września 2004 abp Stanisław Gądecki uczestniczył we wmurowaniu kamienia węgielnego i poświęcił mury kościoła. Obecnie parafia liczy około 2,5 tysiąca wiernych. Wcześniej msze odprawiano w kaplicy Domu Prowincjalnego Misjonarzy św. Rodziny przy ul. Małoszyńskiej.

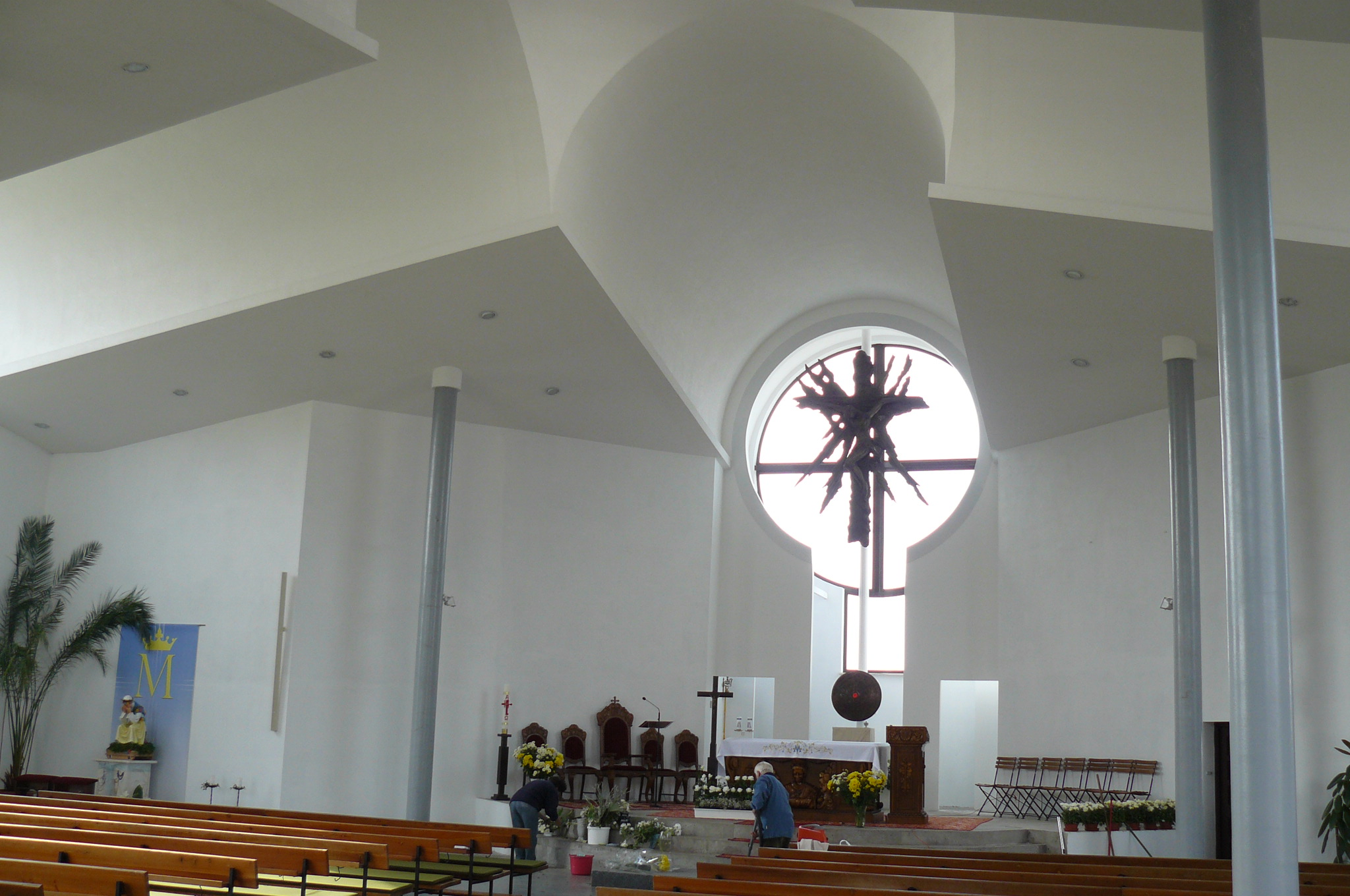
Wnętrze świątyni

Projektantem świątyni był poznański architekt Jan Dudek-Kornecki. Kościół jest ośmioboczny, z przeszkloną wieżą-kopułą w centrum. W sylwetce dominują duże okrągłe okna. W jednym z nich, nad ołtarzem, metalowy, ekspresyjny krucyfiks. Poniżej okrągłe tabernakulum. Na jednej ze ścian tablica pamiątkowa ku czci Jana Berthiera – założyciela Misjonarzy Świętej Rodziny w 100-lecie śmierci (2008).